# Sugar Hill, New Hampshire
Sugar Hill är en kommun (town) i Grafton County i delstaten New Hampshire i USA med 563 invånare (2010). 